# Stazione di Fréjus
La stazione di Fréjus (in francese Gare de Fréjus) è una stazione ferroviaria situata nel comune di Fréjus lungo la linea Marsiglia-Ventimiglia.

## Storia
La stazione fu messa in servizio il 10 aprile 1863 dalla Compagnie des chemins de fer de Paris à Lyon et à la Méditerranée (PLM) con l'apertura del tratto tra Les Arcs e Cagnes-sur-Mer.

## Movimenti
La stazione è servita dai treni regionali TER Provence-Alpes-Côte d'Azur.